# Manuel Cano y Cueto
Manuel Cano y Cueto (Madrid, 1849-Málaga, 1916) fue un escritor, político y periodista español.

## Biografía
Nacido en mayo de 1849 en Madrid, marchó joven con sus padres a Sevilla, donde estudió Leyes, después de realizar sus primeros estudios en Carrión con los padres jesuitas. Huérfano de padre, perdió más adelante a su madre, hijo y esposa. Abandonó muy joven los estudios de Derecho y empezó a colaborar en los diarios de Sevilla. Como político fue diputado, gobernador de Málaga y Sevilla, presidente del Ateneo y de la Academia de Buenas Letras de Sevilla. En palabras de Cejador y Frauca, «consumido por las penas morales, perdió la razón, pasando sus últimos años en el hospital de Málaga». Falleció en 1916.
De ideología conservadora y cristiano, fue amante de la ciudad de Sevilla. Autor de unas Leyendas y tradiciones sevillanas, además de cultivar la novela y el arte dramático, fue fundador del periódico titulado La Legitimidad. Después escribió en El Independiente (1869), la Revista Sevillana y muchas otras publicaciones periódicas. También escribió teatro y poesía.
Entre sus obras se encontraron Páginas de un libro, novelas cortas (con prólogo de Luis Montoto, Sevilla), Don Miguel de Mañara (leyenda, Sevilla, 1873), Doña María Coronel (leyenda, Sevilla, 1874), las mencionadas Leyendas y tradiciones de Sevilla (Sevilla, 1875), El hombre de piedra, leyenda en verso (Sevilla, 1889) y Tradiciones sevillanas (8 volúmenes, Sevilla, 1895-1897). Entre sus novelas se encontraron títulos como Holga, Un cuento extravagante, Un enfermo y un loco, Manuel Ituveron. Para el teatro escribió Estrella (zarzuela), Hidrofobia conyugal, Un tenorio casado, La encubierta, Guerra al extranjero (zarzuela), Los rosales de Mañara (zarzuela, 1874), Lorenzo, Quiero ser, Tres pies para un banco (con Felipe Pérez), Bajo el Cristo del Perdón (con Jiménez Placer), Un cuento de Roncesvalles (drama), Crónica de la capital y Transmigración de las almas.